# Kethüda
Il kethüda (in turco ottomano كدخدا), spesso corrotto in k[y]ahya o kehya nel linguaggio quotidiano, era un titolo turco ottomano che significa "assistente, vice, luogotenente, sovrintendente". Deriva dalla parola persiana katak-khvatai ("padrone di casa", in seguito "capo").
Il termine ha origine nella Persia medievale. Sotto gli Ilkhanidi, il termine kadkhuda (in persiano کدخدا‎) si riferiva a un anziano del villaggio che fungeva da rappresentante nei confronti del governo, e in seguito, sotto i Safavidi, il suo compito includeva la riscossione delle tasse e l'amministrazione del proprio villaggio o paese. Dalla pratica persiana si è diffuso ai turchi selgiuchidi del Sultanato di Rum, ed è attestato per la prima volta nell'uso ottomano nel XV secolo nel senso di "vice funzionario autorizzato". Di conseguenza, il termine si trova in un'ampia varietà di uffici e istituzioni ufficiali, sia nell'amministrazione centrale che in quella provinciale, dove il kethüda fungeva da vice dell'agha o del raʾīs responsabile di un dipartimento o di un'unità o di un governatore provinciale (beylerbey o sanjakbey). Di gran lunga il più importante tra loro era il vice del Gran visir, il sadaret kethüdası; il kethüda yeri sovrintendeva ai timariot nelle province, ed era anche il titolo nel corpo dei giannizzeri. Il kapı kethüdası era il rappresentante permanente sostenuto nella capitale ottomana, Costantinopoli, da governatori provinciali, anziani visir o governanti tributari e vassalli come gli ospodari dei principati danubiani.
Allo stesso tempo, l'istituzione persiana dei kethüda come capi di villaggio o paese, continuò anche sotto l'Impero ottomano, fino alla sua abolizione nel 1790. Il sistema era esteso anche alle tribù nomadi: in origine, mentre il capotribù era ereditario, il capo nominava i kethüda sui clan subordinati, e in seguito i clan sceglievano uno di loro per agire in questa veste.